# NFL 1959
Die NFL-Saison 1959 war die 40. Saison der National Football League (NFL). Die Regular Season dauerte vom 26. September bis zum 13. Dezember. NFL-Champion wurden die Baltimore Colts, die am 27. Dezember im NFL Championship Game wie im Vorjahr den  New York Giants gegenüber standen und ihren Titel mit einem 31:16-Sieg erfolgreich verteidigen konnten.
Vor Beginn der Saison gab Lamar Hunt die Gründung der konkurrierenden American Football League bekannt. Am 11. Oktober 1959 verstarb der Commissioner der NFL Bert Bell an einem Herzinfarkt während des Spiels der Pittsburgh Steelers bei den Philadelphia Eagles.

## Regular Season
In der Eastern Conference hatten sich nach zwei Dritteln der Saison die Teams aus Cleveland, New York und Philadelphia bereits deutlich von den anderen drei Teams abgesetzt. Während Cleveland drei und Philadelphia zwei der letzten vier Spiele verloren, fuhren die Giants nur noch Siege ein und sicherten sich so am vorletzten Spieltag den Einzug ins Championship Game. Im Westen blieb es dagegen bis zum letzten Spieltag spannend. Zur Halbzeit lagen die 49ers mit nur einer Niederlage an der Spitze, fielen dann aber durch vier Niederlagen in den letzten fünf Spielen nach und nach zurück. Am letzten Spieltag hatten sie noch neben den Colts und den Bears Titelchancen. Durch einen Sieg verteidigten die Colts ihre Führung vor den Bears, die die Saison mit einer Serie von sieben Siegen abschlossen.
| Western Conference  |   |   |    |       |     |     |
| Team                | S | U | N  | SQ 1  | P+  | P−  |
| Baltimore Colts     | 9 | 0 | 3  | 0,750 | 374 | 251 |
| Chicago Bears       | 8 | 0 | 4  | 0,667 | 252 | 196 |
| Green Bay Packers   | 7 | 0 | 5  | 0,583 | 248 | 246 |
| San Francisco 49ers | 7 | 0 | 5  | 0,583 | 255 | 237 |
| Detroit Lions       | 3 | 1 | 8  | 0,273 | 203 | 275 |
| Los Angeles Rams    | 2 | 0 | 10 | 0,167 | 242 | 315 |

| Eastern Conference  |    |   |    |       |     |     |
| Team                | S  | U | N  | SQ 1  | P+  | P−  |
| New York Giants     | 10 | 0 | 2  | 0,833 | 284 | 170 |
| Philadelphia Eagles | 7  | 0 | 5  | 0,583 | 268 | 278 |
| Cleveland Browns    | 7  | 0 | 5  | 0,583 | 270 | 214 |
| Pittsburgh Steelers | 6  | 1 | 5  | 0,545 | 257 | 216 |
| Washington Redskins | 3  | 0 | 9  | 0,250 | 185 | 350 |
| Chicago Cardinals   | 2  | 0 | 10 | 0,167 | 234 | 324 |

## Championship Game
Im NFL Championship Game kam es am 27. Dezember 1959 zu einer Neuauflage des Finales aus dem Vorjahr. Wieder standen sich die New York Giants und die Baltimore Colts gegenüber, jedoch waren in diesem Jahr turnusgemäß die Colts das gastgebende Team. Die Colts gingen zunächst durch einen Touchdown-Pass auf Lenny Moore mit 7:0 in Führung. Ebenfalls noch im ersten Quarter erzielten die Giants per Field Goal ihre ersten Punkte. Auch im zweiten und dritten Quarter gelang den Giants jeweils ein Field Goal, während die Colts ohne Punkte blieben, so dass die Giants mit einer 9:7-Führung ins letzte Quarter gingen. In diesem holten sich die Colts durch ihren zweiten Touchdown die Führung zurück. Anschließend beendete die Defense der Colts drei Angriffsserien in Folge durch Interceptions. Eine davon trugen sie direkt zum Touchdown zurück. Auch die anderen beiden führten in Form eines Touchdowns und eines Field Goals zu Punkten und so zu einer vorentscheidenden 31:9-Führung. Die Giants konnten am Ende nur noch auf den Endstand von 31:16 verkürzen.
|                               |                                               |  | NFL Championship Game |                           |                 |  |                                                       |
|                               | Baltimore 27. Dezember 1959 14:00 Uhr (UTC−5) |  | Baltimore Colts       | \| \| 31 : 16 \| \| \| \| | New York Giants |  | Memorial Stadium Zuschauer: 57.545 Referee: Ron Gibbs |
| (7:3, 0:3, 24:7) Spielbericht | Baltimore 27. Dezember 1959 14:00 Uhr (UTC−5) |  | Baltimore Colts       |                           | New York Giants |  | Memorial Stadium Zuschauer: 57.545 Referee: Ron Gibbs |
|                               | 31 : 16                                       |  |                       |                           |                 |  |                                                       |
|                               |                                               |  |                       |                           |                 |  |                                                       |